# 丘昭蓉
丘昭蓉（1958年4月13日—2009年4月20日），緬甸華人，長年在東臺灣貢獻醫療，被布農族稱為「吉娜」，癌症去世後，其故事改編為大愛電視劇長情劇展《丘醫師的願望》。

## 生平

### 立志行醫
1958年，丘昭蓉出生在緬甸。當時緬甸戰亂頻仍，她見到有許多國際醫療組織伸出援手，因此立志當一位濟世救人的醫生。她自道她的人生是服務、照顧別人、照顧弱勢。

### 花東服務
丘昭蓉從臺灣大學醫學系畢業後，她先後在花蓮縣的花蓮醫院與門諾醫院服務，原選擇婦產科，看到花東醫療資源不足，於是改學家庭醫學科。她曾說東臺灣就如緬甸，讓她很有回家的感覺。之後她在花蓮慈濟醫院慢性病防治所時，因富里鄉衛生所主任宋楷元離職後，職務懸缺九個月，就由她於次年1月26日接任。待關山慈濟醫院落成之後，她改到更遠的臺東縣關山鎮服務。遂2002年4月18日，從富里鄉衛生所主任職務離職，由卓溪鄉衛生所主任鄭錦富接任。
在關山分院，丘昭蓉與營養師張韶容主持2002年成立的關山鎮糖尿病友會，教導糖尿病患如何預防視網膜病變、高血壓、血管疾病等併發症。該年秋，臺灣因氣候提早變化，導致山區部落疾病高危險群民眾罹患感冒率普遍增加，但因年齡限制無法注射流感疫苗而舊疾復發，因此10月中旬她提案採專案方式，比照高雄縣降低原住民疫苗注射年齡，對臺東偏遠山區降至五十五歲就能注射流感疫苗，獲得政府採納。
丘昭蓉負責執行健保局的IDS計畫，也就是「山地離島地區醫療給付效益提昇計畫」，每當清晨她就搭關山分院巡迴醫療車，從南橫公路來到海拔近千呎的海端鄉布農族部落。每週四天，她至山區巡迴醫療，因公立衛生所女醫師少，她常受邀到相隔120公里以上的南迴山區，為當地婦女檢查。起初，多信仰天主教的布農族村民對於佛教醫院較為排斥，甚至害怕會不會要他們吃素，因而不敢來看病。海端鄉曾由白冷會賈斯德神父傳教。於是丘醫生主動到每一個村民的家裡拜訪，能叫出每個村民的名字，不只看病，更希望能夠預防疾病，除投入肺結核的公衛防治，還會不厭其煩地衛教村民戒菸、戒酒、戒檳榔，控制高血壓、糖尿病、高血脂、痛風和關節炎等慢性疾病。關山慈濟管理室主任楊柏勳回憶，一般醫師很少把電話留給病患，她卻會要病患有事情就打私人電話給她，然後夜半披著衣服飛車出診。像是海端鄉利稻村長邱月梅的丈夫和小孩命，都是丘醫師所救。
丘昭蓉本身有B型肝炎，常看完了診以後自己打營養針、吃退燒藥、維他命，補充體力。她在花東服務長達二十多年，她說未想過要離開，講她就是這裡的人啊，還能去哪裡。健保規範醫師每兩個月需探視一次病患，她所做得比健保規範還要多太多。因其貢獻，被布農族稱為「吉娜」，為布農族語母親之意。
某天，丘昭蓉獲知和她相差15歲，從小把她帶大的大姊車禍身亡，讓她一個月內體重減輕超過5公斤，吃也吃不下飯，還有腹部疼痛。2008年5月，經其他醫師發現她已罹患肝癌末期。儘管如此，她還是堅持看完病人，有一日看診時突然想吐，依然堅持把最後一個病人看完再休息。
該年，同樣為華僑、在臺東奉獻的醫生施少偉死於肝癌等癌症。

### 最終願望
在關山慈濟醫院長潘永謙等人苦勸下，丘昭蓉才同意到新店慈濟院區養病。她接受所有治療，但她許願關山分院能為她保留診間，等到治療告一段落，還要回去繼續看診，還要看有好多病人，說她是醫師這是她的任務。
丘昭蓉完成化療療程後，癌細胞擴散，於是再許下第二個願望，希望出院後去蘭嶼奉獻到最後一刻。身高近170公分的她被病魔折磨成只剩40公斤。住院期間，海端鄉民眾會一起包下遊覽車北上看邱醫生，在病榻前祈求耶穌垂憐，並用布農族八部合音撫慰。在病床上，她念念不忘要參加2009年7月的山地巡迴醫療工作。
2009年4月13日，丘昭蓉52歲生日當天，潘永謙和地方人士在醫院為她慶生。當天，她許下最後的心願，作無語良師。生日僅過七天，捨報。
對妹妹的去世，兄長丘兆元說：「妹妹從小就要學德蕾莎修女，她一人待在台東，我們很不放心，但現在我認為她做得對。」

## 身後
2009年5月3日，慈濟關山分院一樓候診廳舉辦丘昭蓉醫師追思會，院內醫護人員、慈濟志工、家屬代表及病患都有人參與。
大愛電視台將丘昭蓉的故事改編成長情劇展人間渡系列《丘醫師的願望》，由王琄飾演丘醫師，2011年9月2日到16日播出。王琄還特地學了一口「緬甸國語」，揣摩邱醫生走路一派輕柔悠閒的模樣。當王琄到原住民部落排演時，許多老婦人竟將其當成丘醫師，很熱情地擁抱、傾吐身上的病痛，便感嘆丘醫師病榻中渴盼的心願是見部落村民最後一面。